# Brian Shaw
Brian Keith Shaw (Oakland, California, 22 de marzo de 1966) es un entrenador y exjugador de baloncesto estadounidense que disputó 14 temporadas en la NBA. Con 1,98 metros de altura, jugaba indistintamente tanto de base como de escolta. Desde 2021 es entrenador asistente en Los Angeles Clippers.

## Trayectoria deportiva

### Universidad
Comenzó su andadura universitaria en el Saint Mary's College de California, donde jugó sus dos primeras temporadas, aunque con pocas oportunidades. Fue transferido en su tercer año a la Universidad de California, Santa Bárbara, donde su aportación al equipo subió, promediando en su última temporada 13,3 puntos, 8,7 rebotes y 6,1 asistencias por partido.

### Profesional
Fue elegido en el puesto 24 de la primera ronda del Draft de la NBA de 1988 por Boston Celtics, con quienes firmó un contrato por un único año. 
Tras ser elegido en el segundo Mejor quinteto de rookies de la NBA se fue a jugar a la Lega italiana, concretamente a Il Messaggero Roma. 
En enero de 1990 firmó un nuevo contrato con Boston por cinco años, pero en junio de ese año intentó anularlo para retornar al equipo europeo, ya que la oferta económica le resultaba más conveniente. Los Celtics se opusieron a su decisión y, tras un litigio judicial, se vio obligado a cumplir su contrato. De todos modos solamente permaneció un año más en Boston, siendo traspasado a Miami Heat en 1992. 
De allí pasó a Orlando Magic, donde jugó en la temporada 1994-95 sus primeras Finales de la NBA. Tras breves periodos en Golden State Warriors, Philadelphia 76ers y Portland Trail Blazers (donde solo jugó 5 minutos), finalmente recaló en las filas de Los Angeles Lakers, donde jugó los últimos cuatro años de su carrera, y en los que consiguió en tres ocasiones ganar el anillo de Campeón de la NBA.
En sus 14 temporadas en la NBA promedió 7,0 puntos, 4,2 rebotes y 3,4 asistencias por partido.

### Entrenador
Tras retirarse en 2003 como jugador en Los Angeles Lakers ocupa el puesto de entrenador asistente siendo uno de los principales candidatos a entrenador jefe tras el despido de Mike Brown. 
En junio de 2013 se incorpora como entrenador principal en Denver Nuggets, tras la destitución de George Karl.  El 3 de marzo de 2015, con un récord de 56–85 en casi dos temporadas, es despedido.

[actualizar]
En la temporada 2020-21 fue el entrenador de los NBA G League Ignite de la NBA G League.

### Selección nacional
Jugó con la selección de Estados Unidos el Campeonato Mundial de Baloncesto de 1986 celebrado en España, donde consiguieron la medalla de oro.

## Vida personal
Creció en la ciudad californiana de Oakland, como otras figuras de la liga, tales como Antonio Davis, Jason Kidd y Gary Payton. Estos dos últimos, junto con Shaw, recibieron en 2000 las llaves de oro de la ciudad.
El 8 de abril de 1993, jugando con los Heat, batió el hasta entonces récord de más lanzamientos de tres puntos intentados en un partido por un jugador, con 15.
Fue la mitad de un famoso alley-oop  al que se denominó Shaw-Shaq Redemption (parodiando el título de la conocida película Sueños de fuga (o Cadena perpetua), entre él y Shaquille O'Neal, que popularizaron tanto en Orlando como en los Lakers, donde coincidieron los dos jugadores.
En julio de 1993 sus padres y su hermana fallecieron en un accidente de circulación en Nevada. Él adoptó a la hija de su hermana, única superviviente del accidente.
Es primo hermano de Brad Wright, también jugador de baloncesto, que hizo carrera en la LEGA italiana y la ACB española.

## Estadísticas de su carrera en la NBA
|  | Campeones de la NBA |
|  | Líder de la liga    |

### Temporada regular
| Año     | Equipo       | PJ  | PT  | MPP  | %TC  | %3P  | %TL  | RPP | APP | ROB | TPP | PPP  |
| ------- | ------------ | --- | --- | ---- | ---- | ---- | ---- | --- | --- | --- | --- | ---- |
| 1988-89 | Boston       | 82  | 54  | 28.1 | .433 | .000 | .826 | 4.6 | 5.8 | 1.0 | .3  | 8.6  |
| 1990-91 | Boston       | 79  | 79  | 35.1 | .469 | .111 | .819 | 4.7 | 7.6 | 1.3 | .4  | 13.8 |
| 1991-92 | Boston       | 17  | 3   | 25.6 | .427 | .000 | .875 | 4.1 | 5.2 | .7  | .6  | 10.3 |
| 1991-92 | Miami        | 46  | 23  | 21.5 | .398 | .313 | .725 | 2.9 | 3.5 | 1.0 | .3  | 7.0  |
| 1992-93 | Miami        | 68  | 45  | 23.6 | .393 | .331 | .782 | 3.8 | 3.5 | .7  | .3  | 7.3  |
| 1993-94 | Miami        | 77  | 52  | 26.5 | .417 | .338 | .719 | 4.5 | 5.0 | .9  | .3  | 9.0  |
| 1994-95 | Orlando      | 78  | 9   | 23.5 | .389 | .261 | .737 | 3.1 | 5.2 | .9  | .2  | 6.4  |
| 1995-96 | Orlando      | 75  | 1   | 22.4 | .374 | .285 | .798 | 3.0 | 4.5 | .8  | .1  | 6.6  |
| 1996-97 | Orlando      | 77  | 31  | 24.2 | .366 | .325 | .793 | 2.5 | 4.1 | .9  | .3  | 7.2  |
| 1997-98 | Golden State | 39  | 32  | 26.4 | .336 | .313 | .727 | 3.9 | 4.4 | .9  | .4  | 6.4  |
| 1997-98 | Philadelphia | 20  | 2   | 25.1 | .367 | .250 | .632 | 3.2 | 4.4 | .7  | .2  | 6.1  |
| 1998-99 | Portland     | 1   | 0   | 5.0  | .000 | –    | –    | 1.0 | 1.0 | .0  | .0  | .0   |
| 1999-00 | L.A. Lakers  | 74  | 2   | 16.9 | .382 | .310 | .759 | 2.9 | 2.7 | .5  | .2  | 4.1  |
| 2000-01 | L.A. Lakers  | 80  | 28  | 22.9 | .399 | .311 | .797 | 3.8 | 3.2 | .6  | .3  | 5.3  |
| 2001-02 | L.A. Lakers  | 58  | 0   | 10.9 | .353 | .330 | .692 | 1.9 | 1.5 | .4  | .1  | 2.9  |
| 2002-03 | L.A. Lakers  | 72  | 0   | 12.5 | .387 | .349 | .667 | 1.7 | 1.4 | .4  | .2  | 3.5  |
| Total   | Total        | 943 | 361 | 23.0 | .403 | .304 | .782 | 3.4 | 4.2 | .8  | .3  | 6.9  |

### Playoffs
| Año   | Equipo      | PJ  | PT | MPP  | %TC  | %3P  | %TL   | RPP | APP | ROB | TPP | PPP  |
| ----- | ----------- | --- | -- | ---- | ---- | ---- | ----- | --- | --- | --- | --- | ---- |
| 1989  | Boston      | 3   | 3  | 41.3 | .512 | .000 | .778  | 5.7 | 6.3 | 1.0 | .0  | 17.0 |
| 1991  | Boston      | 11  | 11 | 28.7 | .470 | .333 | .867  | 3.5 | 4.6 | .9  | .1  | 11.0 |
| 1992  | Miami       | 3   | 3  | 28.3 | .467 | .600 | .625  | 4.3 | 4.0 | .7  | .0  | 12.0 |
| 1994  | Miami       | 5   | 5  | 22.4 | .390 | .000 | .583  | 4.0 | 1.8 | .8  | .2  | 7.8  |
| 1995  | Orlando     | 21  | 0  | 16.9 | .390 | .386 | .625  | 3.0 | 3.1 | .5  | .2  | 6.6  |
| 1996  | Orlando     | 10  | 0  | 21.7 | .346 | .364 | .750  | 2.1 | 4.6 | .5  | .0  | 4.7  |
| 1997  | Orlando     | 5   | 4  | 16.4 | .158 | .333 | .500  | 1.8 | 1.6 | .2  | .2  | 2.0  |
| 2000  | L.A. Lakers | 22  | 1  | 18.5 | .421 | .333 | .813  | 2.3 | 3.0 | .5  | .2  | 5.4  |
| 2001  | L.A. Lakers | 16  | 0  | 18.1 | .375 | .345 | .667  | 3.4 | 2.7 | .6  | .1  | 4.4  |
| 2002  | L.A. Lakers | 19  | 0  | 12.5 | .333 | .281 | 1.000 | 1.8 | 1.6 | .3  | .3  | 2.9  |
| 2003  | L.A. Lakers | 12  | 1  | 17.9 | .306 | .231 | .667  | 3.2 | 2.0 | .3  | .4  | 3.2  |
| Total | Total       | 127 | 28 | 19.2 | .395 | .318 | .725  | 2.8 | 3.0 | .5  | .2  | 5.7  |

## Estadísticas como entrenador
| Equipo | Año     | P   | V  | D  | %V-D | Finalizó         | PP | VP | DP | %V-DP | Resultado   |
| ------ | ------- | --- | -- | -- | ---- | ---------------- | -- | -- | -- | ----- | ----------- |
| Denver | 2013-14 | 82  | 36 | 46 | .439 | 4.º en Northwest | —  | —  | —  | —     | No playoffs |
| Denver | 2014-15 | 59  | 20 | 39 | .339 | (despedido)      | —  | —  | —  | —     | —           |
| Total  | Total   | 141 | 56 | 85 | .397 |                  | —  | —  | —  | —     |             |